# Гнечко Олексій Романович
Гнечко Олексій Романович (нар. 23 лютого 1900 — 7 квітня 1980) — радянський військовик, командувач Камчатським оборонним районом 2-го Далекосхідного фронту, генерал-лейтенант (08.09.1945). Герой Радянського Союзу (08.09.1945).

## Біографія
Народився 23 лютого 1900 року в селі Нова Гусарівка Харківської губернії (нині Балаклійський район Харківської області) в селянській родині. Українець. Член ВКП(б) з 1924 року.
Закінчив церковнопарафіяльну школу. Працював шахтарем на шахті села Криндачівка (нині місто Красний Луч Луганської області).

### Громадянська війна в Росії
У березні 1918 року добровільно вступив до лав РСЧА. Учасник громадянської війни в Росії як червоноармієць 1-го Радянського полку на Південному фронті. У жовтні 1919 року захоплений у полон вояками Добровольчої армії генерала А. І. Денікіна. Визволений частинами Червоної Армії у січні 1920 року, знову зарахований до РСЧА молодшим командиром 78-го стрілецького полку 9-ї стрілецької дивізії Південного фронту. Згодом обіймав посади помічника начальника господарської команди 75-го стрілецького полку, начальника господарської команди 3-го Кавказького полку 4-ї армії.

### Міжвоєнний період
У 1924 році закінчив 13-ту Одеську піхотну школу командирів. З вересня 1924 року — командир взводу, командир і політрук роти 27-го стрілецького полку 9-ї стрілецької дивізії Північно-Кавказького військового округу.
У 1926 році пройшов військово-хімічні курси, а у 1930 році — курси ППО.
З листопада 1930 року — командир стрілецького батальйону й одночасно виконувач обов'язків начальника штабу 6-го Туркестанського полку, згодом — начальник штабу 5-го Туркестанського полку 2-ї стрілецької дивізії Середньоазіатського військового округу.
У 1931 році призначений начальником штабу 299-го стрілецького полку 100-ї стрілецької дивізії Українського військового округу.
З червня 1933 року — начальник штабу 1-го, згодом — 5-го стрілецьких полків Особливої Червонопрапорної Далекосхідної армії (ОЧДСА). З лютого 1936 року — помічник начальника оперативного відділення штабу особливого стрілецького корпусу ОЧДСА, а згодом — помічник начальника й начальник оперативного відділення штабу 20-го стрілецького корпусу ОЧДСА.
У 1936 році заочно закінчив Військову академію РСЧА імені М. В. Фрунзе. Протягом липня-вересня 1936 року тимчасово виконував обов'язки командира 34-ї стрілецької дивізії, потім знову повернувся на посаду начальника оперативного відділення штабу корпусу.
З лютого 1939 року — начальник 2-го відділу штабу 2-ї окремої Червонопрапорної армії. З липня 1940 року — начальник 2-го відділу, а з січня 1941 року — начальник відділу бойової підготовки штабу 1-ї Червонопрапорної армії.

### Німецько-радянська війна
У липні 1941 року полковник О. Р. Гнечко призначений командиром 59-ї стрілецької дивізії Далекосхідного фронту.
8 грудня 1941 року отримав військове звання «генерал-майор».
З лютого 1942 року — командир 26-го стрілецького корпусу Далекосхідної армії.
У листопаді 1944 року призначений командувачем Камчатського оборонного району.

### Радянсько-японська війна
З початком радянсько-японської війни Камчатський оборонний район увійшов до складу 2-го Далекосхідного фронту.
Під керівництвом О. Р. Гнечка, попри нестачу особового складу та інженерних засобів, було виконано значну роботу по укріпленню Камчатського півострова на випадок можливого вторгнення японських військ.
16 серпня 1945 року імператор Японії ухвалив рішення про припинення бойових дій. Не зважаючи на це військам Камчатського оборонного району при підтримці Тихоокеанського флоту було дано наказ на захоплення Курильських островів. 18 серпня радянський десант у складі 101-ї стрілецької дивізії висадився на острові Шумшу. Постійно нарощуючи військову міць, радянські війська змусили японський гарнізон острова капітулювати 23 серпня 1945 року. У полон було захоплено понад 12 тисяч полонених та значна кількість військової техніки. Потому під керівництвом О. Р. Гнечка було висаджено радянські десанти й на інших островах північної частини Курилів.

### Повоєнні роки
По закінченні війни продовжив військову службу. З листопада 1945 по травень 1950 року — командир 137-го стрілецького корпусу Далекосхідного військового округу.
У 1951 році закінчив Вищі академічні курси при Вищій військовій академії імені К. Є. Ворошилова.
З липня 1951 року — заступник командувача військами Західно-Сибірського військового округу з бойової підготовки (м. Новосибірськ).
З лютого 1955 року — старший військовий радник при командувачі військами військового округу народно-визвольної армії Китайської Народної Республіки, а з березня 1959 року — старший групи військових радників у КНР.
У травні 1959 року вийшов у відставку.
Мешкав у Москві, де й помер 7 квітня 1980 року. Після кремації урна з прахом похована у колумбарії Донського цвинтаря.

## Нагороди
Указом Президії Верховної Ради СРСР від 8 вересня 1945 року за вміле командування оборонним районом, зразкове виконання бойових завдань командування на фронті боротьби з японськими мілітаристами та виявлені при цьому мужність і героїзм, генерал-майору Гнечку Олексію Романовичу присвоєне звання Героя Радянського Союзу з врученням ордена Леніна і медалі «Золота Зірка» (№ 7772).
Нагороджений двома орденами Леніна, двома орденами Червоного Прапора, орденом Червоної Зірки і медалями.

## Вшанування пам'яті
Ім'ям Олексія Гнечка названо острів-скелю у складі Малої Курильської гряди.